# Pundung Sari
Pundung Sari is een bestuurslaag in het regentschap Gunung Kidul van de provincie Jogjakarta, Indonesië. Pundung Sari telt 3848 inwoners (volkstelling 2010).